# 堆積岩
堆積岩（たいせきがん、英: sedimentary rock）は、既存の岩石が風化・侵食されてできた礫・砂・泥、また火山灰や生物遺骸などの粒（堆積物）が、海底・湖底などの水底または地表に堆積し、続成作用を受けてできた岩石。
かつては、火成岩に対し、水成岩（すいせいがん、英: aqueous rock）とよばれていたこともある。地球の陸の多くを覆い、地層をなすのが普通である。

## 分類
- 砕屑岩 - 火山由来以外の成分（砕屑物）が堆積したもの。堆積した場所により、陸成砕屑岩、海成砕屑岩に分ける。
  - 礫岩・角礫岩
  - 砂岩
  - 泥岩（シルト岩、粘土岩を含む）、頁岩（シェール）、粘板岩（スレート）
- 火山砕屑岩（火砕岩） - 火山灰など火山由来の成分（火山砕屑物）が堆積したもの。
  - 火山角礫岩
  - 凝灰角礫岩
  - ラピリストーン
  - 火山礫凝灰岩
  - 凝灰岩
- 生物岩（生物的沈殿岩） - 生物由来のもの。
  - 石灰岩
  - 苦灰岩（ドロマイト）
  - チャート
  - 珪藻土
  - 石炭
- 化学的沈殿岩
  - 石灰岩
  - 苦灰岩（ドロマイト）
  - チャート
- 蒸発岩 - 水中に溶けていた成分が、水の蒸発によって析出し固まったもの。
  - 岩塩
  - 石膏

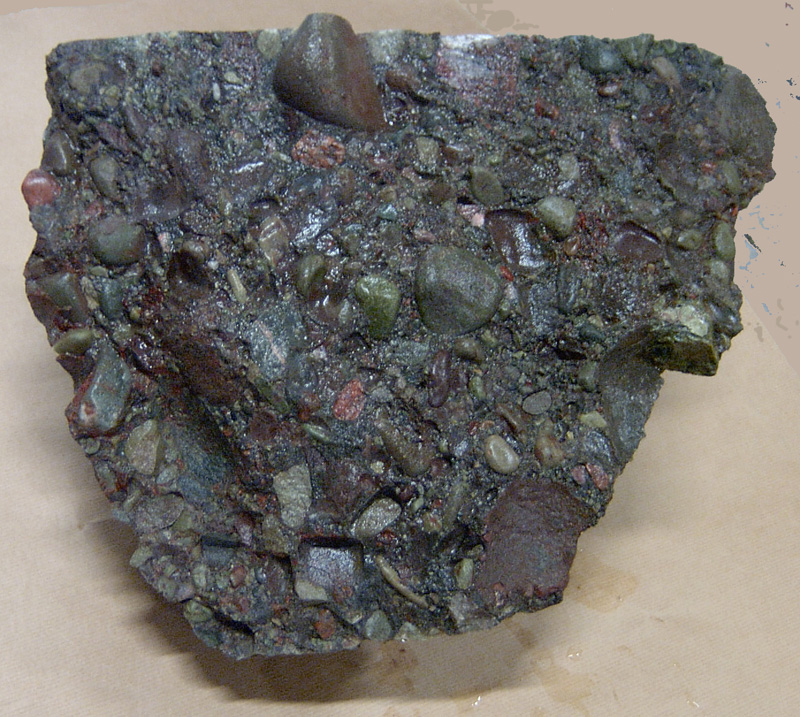
礫岩
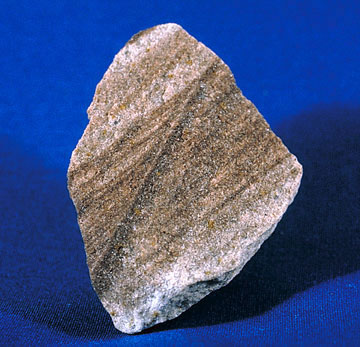
砂岩
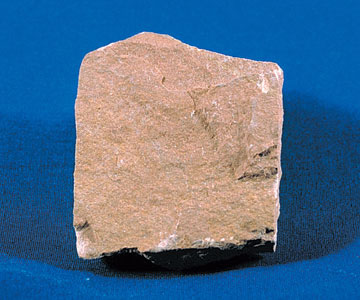
泥岩（シルト岩）
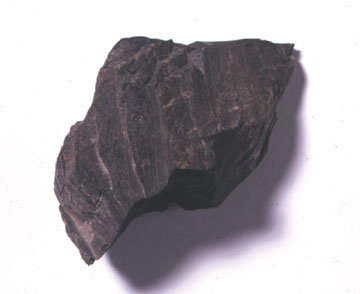
頁岩
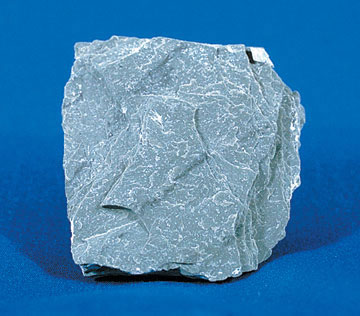
粘板岩
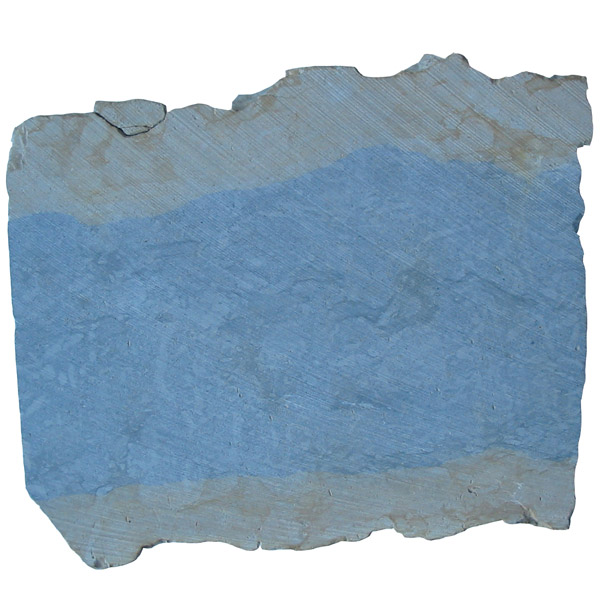
苦灰岩
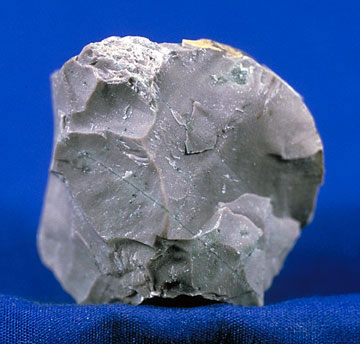
チャート